# نيكولاس هرنانديز
نيكولاس هرنانديز (بالإسبانية: Nicolás Hernández)‏ (4 مايو 1979 ببوينس آيرس في الأرجنتين - ) هو لاعب كرة قدم أرجنتيني في مركز الهجوم. لعب مع فيرو كاريل أويستي وكولورادو رابيدز وكولومبوس كرو ونادي أتليتيكو كولون ونادي إس إتش بي دا نانغ ونادي كريمونيسي ونادي كوانغ نام وهوراكان ونادي ألاجولينسي وSan Martín de Mendoza ‏ ونادي كوبريلوا.

## وصلات خارجية
- نيكولاس هرنانديز على موقع الدوري الأمريكي (الإنجليزية)
- نيكولاس هرنانديز على موقع قاعدة بيانات كرة القدم.إي يو (الإنجليزية)
- نيكولاس هرنانديز على موقع Soccerway.com (الإنجليزية)